# ۷۴۸ (میلادی)
۷۴۸ (میلادی) هفتصد و چهل و هشتمین سال تقویم میلادی است.

## درگذشتگان
‎